# Kalāteh-ye Tīr Kamān
Kalāteh-ye Tīr Kamān (persiska: کلاته تیر کمان, Kalāteh) är en ort i Iran.   Den ligger i provinsen Khorasan, i den nordöstra delen av landet, 600 km öster om huvudstaden Teheran. Kalāteh-ye Tīr Kamān ligger 1 642 meter över havet och antalet invånare är 580.
Terrängen runt Kalāteh-ye Tīr Kamān är kuperad söderut, men norrut är den platt. Terrängen runt Kalāteh-ye Tīr Kamān sluttar norrut.Runt Kalāteh-ye Tīr Kamān är det ganska glesbefolkat, med 30 invånare per kvadratkilometer. Närmaste större samhälle är Tavandar, 19,0 km öster om Kalāteh-ye Tīr Kamān. Omgivningarna runt Kalāteh-ye Tīr Kamān är i huvudsak ett öppet busklandskap.